# Mustafa Akıncı
Mustafa Akıncı (Limasol, 28 december 1947) is een Turks-Cypriotische politicus. Tussen april 2015 en oktober 2020 was hij de president van de eenzijdig uitgeroepen en niet erkende Turkse Republiek Noord-Cyprus.

## Politieke loopbaan
Akıncı was tussen 1976 en 1990 de burgemeester van het Turks-Cypriotische deel van de hoofdstad Nicosia. Daar werkte hij nauw samen met zijn Griekse tegenhanger van de gedeelde stad. Daarna was hij afgevaardigde in het parlement.
Bij de verkiezingen van 2015 was hij presidentskandidaat en won hij in de tweede ronde met 60,3 procent van de stemmen van de zittende president Derviş Eroğlu. Akıncı wordt gezien als een gematigd politicus die zich verzoeningsgezind opstelt tegenover de Grieken in Cyprus. Hij sprak zelfs met zijn Cypriotische collega Nikos Anastasiadis over hereniging van het eiland.
Bij de verkiezingen van 2020 verloor hij in de tweede ronde van premier Ersin Tatar, die juist pleit voor een twee-statenoplossing. Op 23 oktober 2020 kwam een eind aan Akıncı's presidentschap.